# Улица Милана Ракића (Београд)
| Улица Милана Ракића | Улица Милана Ракића             |
| ------------------- | ------------------------------- |
|                     |                                 |
| Општина             | Звездара                        |
| Почетак             | Булевар краља Александра 163    |
| Крај                | Улица Душана Радовића, Миријево |
| Дужина              | 2500 m                          |
| Ширина              | 15 m                            |
| Названа             | 1940.                           |
| Стари називи        | Миријевска, Миријевски пут      |
|                     |                                 |
|                     |                                 |

Улица Милана Ракића налази се на територији општине Звездара у Београду и протеже се од Булевара краља Александра код броја 163, сече Батутову улицу, прелази раскрсницу на крају Улице Мите Ружића и завршава се код Улице Душана Радовића у Миријеву, одакле се на њу надовезује Улица витезова Карађорђеве звезде. Представља једну од већих улица овог дела града, у којој се налазе основне и средње школе, позориште Звездара театар, Републички завод за статистику, горњи улаз у Спортски центар Олимп и др.

## Име улице
Улица је у периоду од 1905. до 1926. у два наврата је мењала име, које је увек било везано за београдско насеље Миријево: од 1905. до 1924. и од 1926. до 1940. звала се Миријевски пут, а у периоду 1924-1926. Миријевска.
Од 1940. године улица носи назив по песнику Милану Ракићу, једним од водећих песника српског модернизма. Ракић је рођен у Београду 1876. године. Школовао се у Паризу где је завршио права, а од 1904. године до пензионисања радио је у дипломатској служби. Био је члан САНУ и председник ПЕН центра (1934-1938).
Објавио је три збирке: Песме (1903), Нове песме (1912) и Песме (1936). Написао је неке од најлепших лирских песама, међу којима су посебно значајне родољубиве из тзв. Косовског циклуса ("На Газиместану”, “Јефимија” и “Симонида“), рефлексивне ("Долап"), љубавне ("Искрена песма").
Умро је у Загребу 1938. године.

## Улицом Милана Ракића
На самом почетку улице налази се Републички завод за статистику, основан 1862. године, као посебна стручна организација у систему државне управе задужена за прикупљање, обраду и презентацију података .
На раскрсници са Улицом Милоша Зечевића, на почетку парка налази се Шеста београдска гимназија, основана Указом краља Александра Првог од 28. октобра 1933. као Шеста непотпуна мушка реална гимназија у Београду. Главни улаз у гимназију окренут је према Споменику палим ученицима VI мушке гимназији који је подигнут 1965. године.
У непосредној близини, са друге стране улице налази се Звездара театар, једно од најпопуларнијих позоришта у Београду, које је отворено 8. октобра 1984. године представом Мрешћење шаранa Александра Поповића.
На раскрсници са Батутовом улицом, налази се и Геодетска техничка школа, чији зачеци датирају од 1924. године, а која је на овој локацији од 1957. године.
У Улици Милана Ракића налазе се две основне школе: ОШ "Вељко Дугошевић" и, нешто даље према Миријеву, и ОШ "Марија Бурсаћ" (почела са радом 1957). Одмах преко пута школе Марија Бурсаћ налази се и горњи улаз у Спортски центар Олимп.
Од осталих градских служби у улици се налазе и Полицијска станица Звездара, ЈКП Градска чистоћа - погон Звездара и погон ЈКП Водовод и канализација (резервоар углавном изграђен 1940.).

## Галерија
- Шеста београдска гимназија
- Звездара театар у Београду
- Геодетска техничка школа у Београду
- Основна школа "Вељко Дугошевић"